# Carlo Saraceni
 Carlo Saraceni, pseudonymy Carlo Saracino, Carlo Veneziano (1579, Benátky – 16. června 1620, Benátky) byl italský malíř z období manýrismu a počátků baroka, figuralista náboženských a mytologických obrazů, příslušník skupiny caravaggistů či tenebristů.

## Život a dílo

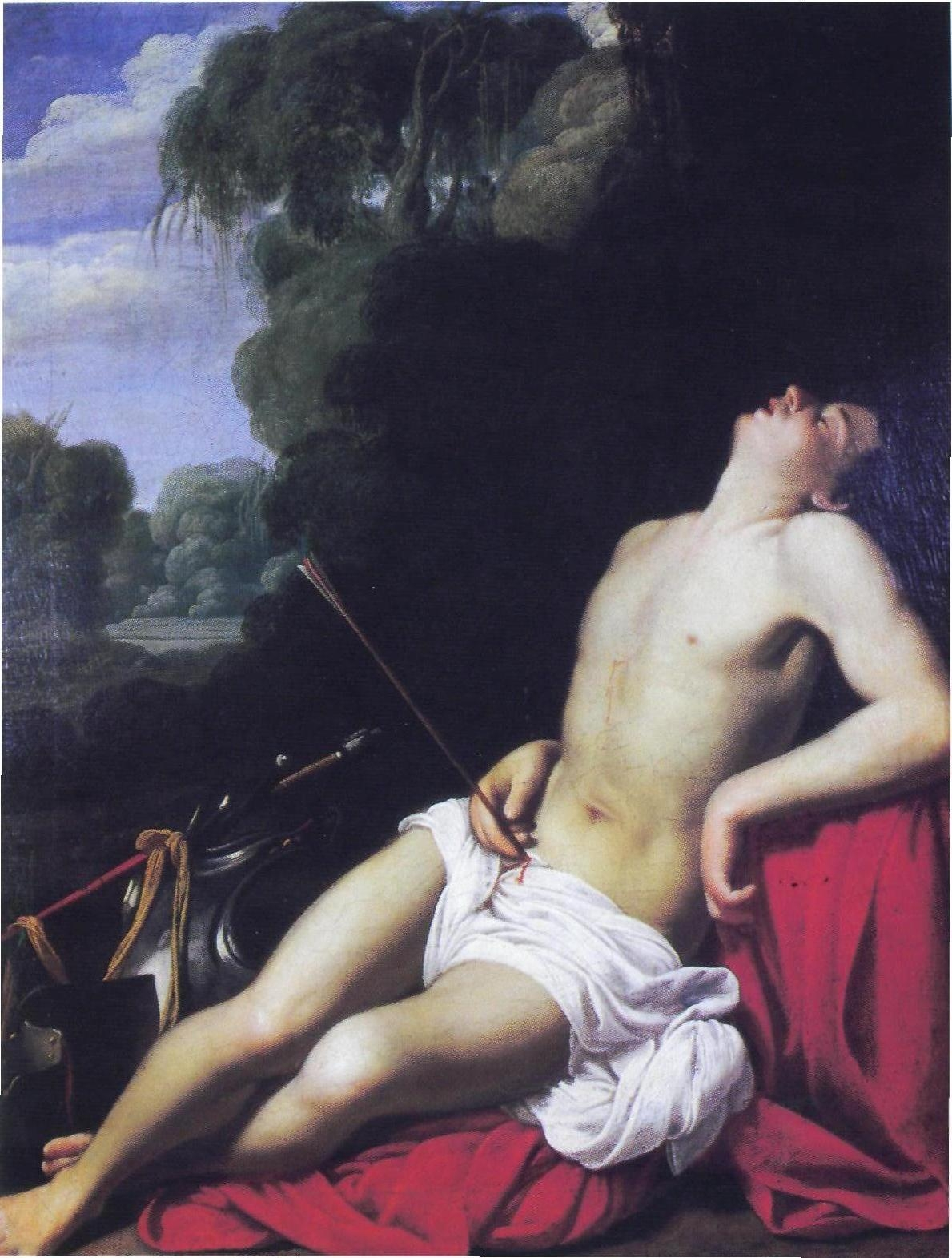
Raněný sv. Šebestián, 1610–1616, Obrazárna Pražského hradu

Podle nápisu na náhrobním kameni pocházel z rodiny původem boloňských obchodníků. Po vyučení přesídlil z rodných Benátek v roce 1598 do Říma, kde byl roku 1607 přijat mezi malíře Akademie sv. Lukáše. Mezi jeho vzory patřil především Caravaggio, tvůrce monumentálních naturalisticky pojatých postav v ostrém osvětlení. Podle barevného ladění obrazů bývá řazen mezi tzv. tenebristy. Dále ho ovlivnily krajinomalby s figurální stafáží Adama Elsheimera, Němce žijícího v Římě, jemuž některé Saraceniho nesignované obrazy dříve bývaly připisovány.
První dochovaný oltářní obraz pochází z kaple Santa Maria della Scala v Římě. Obraz Raněný sv. Šebestián komorních rozměrů (65 x 50 cm) namaloval po roce 1610 pro neznámého objednavatele. Od roku 1685 patří do inventáře Obrazárny Pražského hradu. Je kompoziční analogií staršího Saraceniho obrazu sv. Marie Magdalény.
V letech 1616–1617 spolupracoval na freskách pro královský sál v Palazzo del Quirinale. V roce 1618 mu bylo placeno za dva obrazy v kostele Santa Maria dell'Anima. Jeho posledním bezpečně určeným dílem je freska Narození Panny Marie v římské kapli Zvěstování Panny Marie v kostele Santa Maria in Aquiro, jejíž miniatura provedená technikou olejomalby na mědi je dochována v pařížském Louvru.
V roce 1620 se vrátil do Benátek, kde téhož roku zemřel a byl pohřben v kostele křižovníků (chiesa degli Crociferi).